# Axel Rosenquist af Åkershult
Axel Mauritz Rosenquist af Åkershult, född den 4 februari 1815 i Marbäcks socken, Jönköpings län, död den 26 december 1907 i Uddevalla, var en svensk jurist och politiker.
Rosenquist blev student vid Uppsala universitet 1827 och avlade examen till rättegångsverken 1833. Han blev auskultant i Göta hovrätt sistnämnda år, extra ordinarie notarie där 1839 och var tidvis tillförordnad domhavande 1840–1856. Rosenquist blev vice häradshövding 1842, fiskal i Göta hovrätt 1848, ordinarie notarie där 1852 och häradshövding i Sunnervikens domsaga 1856. Han var ledamot av ridderskapet och adeln i Sveriges ståndsriksdag riksdagarna 1862–1863 och 1865–1866 samt av andra kammaren i Sveriges riksdag 1867–1869 och 1879–1881. Rosenquist var ledamot av Göteborgs och Bohus läns landsting  1874–1877 och 1879–1887 (vice ordförande 1884–1885, ordförande 1886–1887). Han blev riddare av Nordstjärneorden 1871 och kommendör av första klassen av Vasaorden 1885.
Axel Rosenquist af Åkershult tillhörde ätten Rosenquist af Åkershult. Han var far till Tomas och Kjell Rosenquist af Åkershult.